# Statherotis leucaspis
Statherotis leucaspis is een vlinder uit de familie bladrollers (Tortricidae). De wetenschappelijke naam voor deze soort is voor het eerst geldig gepubliceerd in 1902 door Meyrick.
De soort komt voor in tropisch Afrika.